# Eudule flavinota
Eudule flavinota là một loài bướm đêm trong họ Geometridae.